# Дијабло Коди
Дијабло Коди (енгл. Diablo Cody), правим именом Брук Бјуси (енгл. Brook Busey) je америчка сценаристкиња, новинарка, књижевница, блогерка и еротска плесачица. Добила је Оскара за сценарио за филм Џуно. Добитница је и награде БАФТА. Ауторка је ТВ-серије Уједињене Државе Таре која се емитује на америчкој кабловској телевизији Шоутајм. У септембру 2009. године у биоскопима се почео приказивати филм Опасна Џенифер, снимљен по њеном сценарију, у којем главну улогу тумачи глумица Меган Фокс. Била је сарадник на сценарију за филм Бурлеска, у којем ће главне улоге тумачити поп-певачица Кристина Агилера и оскаровка Шер.